# Без координат
«Без координат» (англ. Off The Map, также известен под названием «У жизни на краю») — американская остросюжетная медицинская драма, выходившая на канале ABC в 2011 году. Авторы сериала — исполнительный продюсер Дженна Бэнс, Шонда Раймс и Бэтси Бирс, ранее работавшие над сериалом «Анатомия страсти». Сериал транслировался с 12 января по 6 апреля — 13 мая 2011 канал объявил о закрытии шоу в связи с низкими рейтингами.

## Сюжет
Действие сериала происходит в небольшой деревне в Южной Америке, где семь докторов, оказавшихся здесь по разным причинам, лечат местное население и туристов.

## В ролях

### Основной состав
- Мартин Хендерсен — Доктор Бенджамин «Бен» Китон[6]: по словам Мины и Лили, он «один из величайших филантропов своего времени». У него была жена Эбби и дочь — малышка погибла, а его жена находится на аппарате жизнеобеспечения в больнице Сан-Мигеля. Как позже выясняется, трастовый фонд Эбби спонсирует клинику, и если он отключит жену от аппарата, клинику закроют. У Бена начался роман с доктором Райан Кларк несколько лет спустя после несчастного случая — на протяжении этого времени они то сходились, то расставались. В тот момент, когда он по-настоящему влюбился в Райан, выясняется, что ей необходима пересадка сердца.
- Джейсон Уинстон Джордж — Доктор Отис Коул[7]: по словам Бена, Отис «лает, но не кусает». Это довольно жизнерадостный и в то же самое время твёрдый и уверенный в себе человек. Он проявляется романтический интерес к Зи, но женщина кажется неприступной. В одной из серий выясняется, что он страдал от наркозависимости, и ради спасения пациента он вместе с Миной оказывается в убежище дилера — это становится настоящим испытанием для Отиса.
- Валери Крус — Доктор Зита «Зи» Аларейна Толедо Альварес[8]: Зи одна из старших врачей в клинике, она не одобряет служебных романов, но вскоре она влюбляется в Отиса.
- Каролин Даверна — Доктор Лили Бреннер[9]: молодой врач, взявшая перерыв в работе на год после того, как погиб её жених. Проявляет себя ответственной и сообразительной в необычных условиях лечения, когда чаще всего под рукой нет никаких лекарств. Восторгается Беном и, похоже, проявляет по отношению к нему некие романтические чувства. У Лили начинается роман с местным фермером Матео, который, как выясняется позже, выращивает коку.
- Зак Гилфорд — Доктор Томми Фуллер[10]: молодой пластический хирург, страдающий от неправильного отношения к жизненным ценностям. После очередной ссоры с родителями оказывается в клинике. У него начинает роман с местной девушкой Альмой, но у них ничего не выходит из-за языкового барьера и культурных различий. Напившись, проводит ночь с Миной, после чего долго пытается осознать, стоит ли продолжать эти отношения или остаться друзьями. Когда он понимает, что хочет быть с Миной, девушка начинает встречаться со своим пациентом.
- Мэми Гаммер — Доктор Мина Минард[11]: молодая врач, которая в Америке убила маленького мальчика, не сумев распознать у него менингит. Мина тяжело сходится с людьми, поэтому, подружившись с Томми и Лили, считает их своей семьёй. Не любит объятий и других эмоциональных проявлений. После небольшой конфронтации с Райан, Мина понимает, что ей нравится в Южной Америке, и она действительно может здесь многому научиться.
- Рашель Лефевр — Доктор Райан Кларк[12]: возлюбленная Бена, тяжело переносящая тот факт, что он слишком привязан к своей жене Эбби, чтобы продолжать строить серьёзные отношения с ней. Её родители были миссионерами, поэтому она много путешествовала по миру — однажды её укусил жук, когда ей было восемь лет, и это стало причиной того, что у девушки начала развиваться болезнь Шагаса. Теперь Райан нужна пересадка сердца.
- Джонатан Кастеянос — Чарли[13]: мальчик, живущий и работающий при клинике. Его мать бросила его много лет назад — как выясняется в одном из эпизодов, она страдает шизофренией. Чарли выполняет функции переводчика и другие мелкие обязанности. Бен снял для него комнату в общежитии, но мальчик находит другой вариант — он предлагает богатым людям присматривать за их домами в обмен на место проживания. Мальчик хочет стать врачом, поэтому много времени проводит, наблюдая за работой врачей. Томми становится настоящим другом и наставником Чарли.

### Приглашённые звёзды
- Николас Гонсалес — Матео
- Чич Марин — Папа Укумари
- Тесса Томпсон — Сидни
- Рома Маффиа — Матильда
- Синтия Стивенсон — Шарлин
- Эд Бегли-Младший — Хэнк
- Джонатан Кейк — Ангус Синклэр
- Лесли Хоуп — Бриджит Клеммонс

## Производство
Съёмки проходили на острове Оаху на Гавайях — было использовано множество декораций сериала «Остаться в живых» (2004—2010), также снятого по заказу ABC.

## Список эпизодов
| # | Название                                 | Режиссёр       | Сценарий                           | Премьера        | Кол-во зрителей (в млн) |
| --- | ---------------------------------------- | -------------- | ---------------------------------- | --------------- | ----------------------- |
| 1 | «Saved By The Great White Hope»          | Рэндалл Зиск   | Дженна Банс                        | 12 января 2011  | 7.57                    |
| Три молодых врача — Лили, Томми, и Мина — прибывают в клинику в джунглях Южной Америке. Из руководителем становится основатель клиники, Бен Китон. В первый же день Лили сталкивается со сложной задачей спасения мужчины, который приехал в эти края, чтоб попрощаться с умершей женой. |                                          |                |                                    |                 |                         |
| 2 | «Smile. Don't Kill Anyone.»              | Марк Тинкер    | Гретхен Джей Берг и Аарон Харбертс | 19 января 2001  | 5.79                    |
| Врачи пытаются спасти фотографа, на которого напала анаконда. Мина вынуждена работать с Кларк. Томми сталкивается с культурными различиями и предрассудками, а также настраивает против себя духовного местного лидера. |                                          |                |                                    |                 |                         |
| 3 | «A Doctor Time Out»                      | Роб Корн       | Люк Скелаас                        | 26 января 2011  | 5.06                    |
| Бен, Зи и Лили пытаются помочь родить женщине, чей муж всё ещё находится в джунглях с Райан и Томми. Мина и Коул лечат молодого мужчину, который получил сильный удар электричеством. |                                          |                |                                    |                 |                         |
| 4 | «On The Mean Streets Of San Miguel»      | Эрик Штольц    | Кристин Бойлан                     | 2 февраля 2011  | 5.37                    |
| Бен, Лили и Чарли отправляются в Сан-Мигель за новой партией лекарств. Зи выясняет, какими видит Отис их отношения. Мина узнаёт в местном учителе и любимце детворы бывшего нацистского солдата. |                                          |                |                                    |                 |                         |
| 5 | «I'm Here»                               | Рэндалл Зиск   | Марк Фиш                           | 9 февраля 2011  | 5.61                    |
| Врачи спасают мужчину и его дочь, которой защемило ногу во время сеанса подводного плавания. Матео, с которым Лили познакомилась в баре, оказывается в клинике с огнестрельным ранением. Ангус, бывший возлюбленный Зи, возвращается в клинику. |                                          |                |                                    |                 |                         |
| 6 | «It's Good»                              | Донна Дитч     | Джой Сэйкс                         | 16 февраля 2011 | 4.33                    |
| Кто-то грабит клинику, в которой практически не осталось лекарств. Эта ситуация вынуждает Отиса столкнуться с демонами прошлого, когда он и Мина оказываются в логове наркодилера ради спасения пациента. Клар пытается найти девочку, которая ушла из больницы, не дождавшись осмотра — укус жука может стоить ей жизни. |                                          |                |                                    |                 |                         |
| 7 | «Es Un Milagro»                          | Рэндалл Зиск   | Джаннин Реншоу                     | 23 февраля 2011 | 4.84                    |
| Пока врачи пытаются спасти экипаж и пассажиров рухнувшего вертолёта, Кларк отправляется в джунгли на поиски девочки. Лили узнаёт, что семья Матео выращивает коку. |                                          |                |                                    |                 |                         |
| 8 | «It's A Leaf»                            | Эдвард Орнелас | Габриель Янас                      | 2 марта 2011    | 4.96                    |
| Лили и Отис отправляются на помощь трём братьям, пострадавшим во время обвала в шахте. Вмешавшись в традиции местных жителей, Мина становится крёстной матерью новорождённой девочки. Отис признаётся в любви Зи. |                                          |                |                                    |                 |                         |
| 9 | «There's Nothing To Fix»                 | Майкл Кэтлман  | Марк Фиш                           | 9 марта 2011    | 4.31                    |
| Томми и Мина чувствуют неловкость после того, как переспали друг с другом. После несчастного случая на реке, Лили отправляется на поиски пропавшего мальчика — она пытается спасти его из бурных вод реки, и сама едва не погибает. Райан и Мина лечат невероятно грубого пациента. Райан и Бен отправляются в Нью-Йорк на осмотр, чтобы встать в очередь на пересадку сердца. |                                          |                |                                    |                 |                         |
| 10 | «I'm Home»                               | Рэндалл Зиск   | Джо Сэйкс и Люк Скелаас            | 16 марта 2011   | 4.21                    |
| Врачи вынуждены лечить нескольких заключённых, заболевших гепатитом во время эпидемии в тюрьме. Отис становится свидетелем невероятной истории поддержки между мужчиной и женщиной, разделёнными тюремной стеной. |                                          |                |                                    |                 |                         |
| 11 | «Everything's As It Should Be»           | Карен Гавиола  | Кристин Бойлан и Джаннин Реншоу    | март 23, 2011   | 4.46                    |
| Старый друг Бена появляется в клинике и предлагает провести операцию по пересадке почки — позже выясняется, что больной просто купил себе орган. Томми и Мина лечат молодого человека, который проявляет интерес к Мине, что вызывает ревность у Томми. Зи кажется, что женщина избивает своего пожилого отца. Мать Матео удаётся снова свести сына и Лили. |                                          |                |                                    |                 |                         |
| 12 | «Hold On Tight»                          | Джефф Блекнер  | Гретхен Джей Берг и Аарон Харбертс | 30 марта 2011   | 4.23                    |
| Состояние Райан ухудшается и Мина вынуждена лечить её в тайне от Бена. томми знакомится с матерью Чарли, страдающей от шизофрении. Лили пытается принять то, чем занимается семья Матео. Томми ревнует Мину к её новому парню. |                                          |                |                                    |                 |                         |
| 13 | «There’s A Lot To Miss About The Jungle» | Рэндалл Зиск   | Дженна Банс                        | 6 апреля 2011   | 3.80                    |
| Бен собирается отвести Кларк в Нью-Йорк, но все дороги стоят из-за праздника. Мина оказывается одна в джунглях и вынуждена спасать маленькую девочку и её маленьких подруг. Лили лечит молодого полицейского, от которого узнаёт, что на ферму Матео был совершён рейд. Кларк получает сообщение о том, что сердце, приготовленное для неё в Нью-Йорке — нежизнеспособно. Тогда Бен обращается к старому знакомому, чтобы тот достал сердце незаконным путём. Лили видит горящую ферму и находит умирающего Матео. |                                          |                |                                    |                 |                         |

## Релиз

### Рейтинги
| Сезон | Эфир         | Премьера       | Финал         | ТВ-сезон | Строчка | Кол-во зрителей (в млн) |
| ----- | ------------ | -------------- | ------------- | -------- | ------- | ----------------------- |
| 1     | Среда, 22:00 | 12 января 2011 | 6 апреля 2011 | 2011     | #78     | 6.41                    |

Премьера сериала привлекла 7,57 миллиона зрителей. Этот показатель стал своего рода рекордом канала ABC — это самый высокий показатель канала в данной эфирной сетке со времён премьеры сериала «Иствик» 23 сентября 2009 года и его второго эпизода 30 сентября 2009.

### Критика
Сайт Metacritic присвоил сериалу 48 баллов из 100 на основе 20 обзоров профессиональных критиков.

### Выход на DVD
3 июня 2011 года канал «ABC Studios» объявил о выходе сериала на DVD в первом регионе. Издание поступило в продажу 20 августа 2011 года.
| Регион | Название            | Дата            | Кол-во дисков             | Дополнительно |
| ------ | ------------------- | --------------- | ------------------------- | --- |
| 1      | The Complete Series | 20 августа 2011 | 13 эпизодов на 3-х дисках | • Французские и испанские субтитры • Удалённые сцены • Неудачные дубли • Фильм о создании «Jungle Medicine» • Фильм о создании «On The Set At 'Off The Map'» |